# 龙潭镇 (溆浦县)
龙潭镇，是中华人民共和国湖南省怀化市溆浦县下辖的一个乡镇级行政单位。

## 行政区划
龙潭镇下辖以下地区：
大埠街社区、正街社区、建设街社区、新兴街社区、龙泉村、小贵州村、岩板村、营盘村、金屏村、金黄村、金洲村、金厂村、金燕村、金牛村、金塘村、贵坪村、太和村、马庙村、车岭村、新兴村、圭洞村、白幼村、莲荷村、肇山村、梓金村和梓坪村。